# Pescatoria ecuadorana
Pescatoria ecuadorana är en orkidéart som först beskrevs av Dodson, och fick sitt nu gällande namn av Robert Louis Dressler. Pescatoria ecuadorana ingår i släktet Pescatoria och familjen orkidéer.
Artens utbredningsområde är Ecuador. Inga underarter finns listade i Catalogue of Life.